# 王宮 (ナポリ)

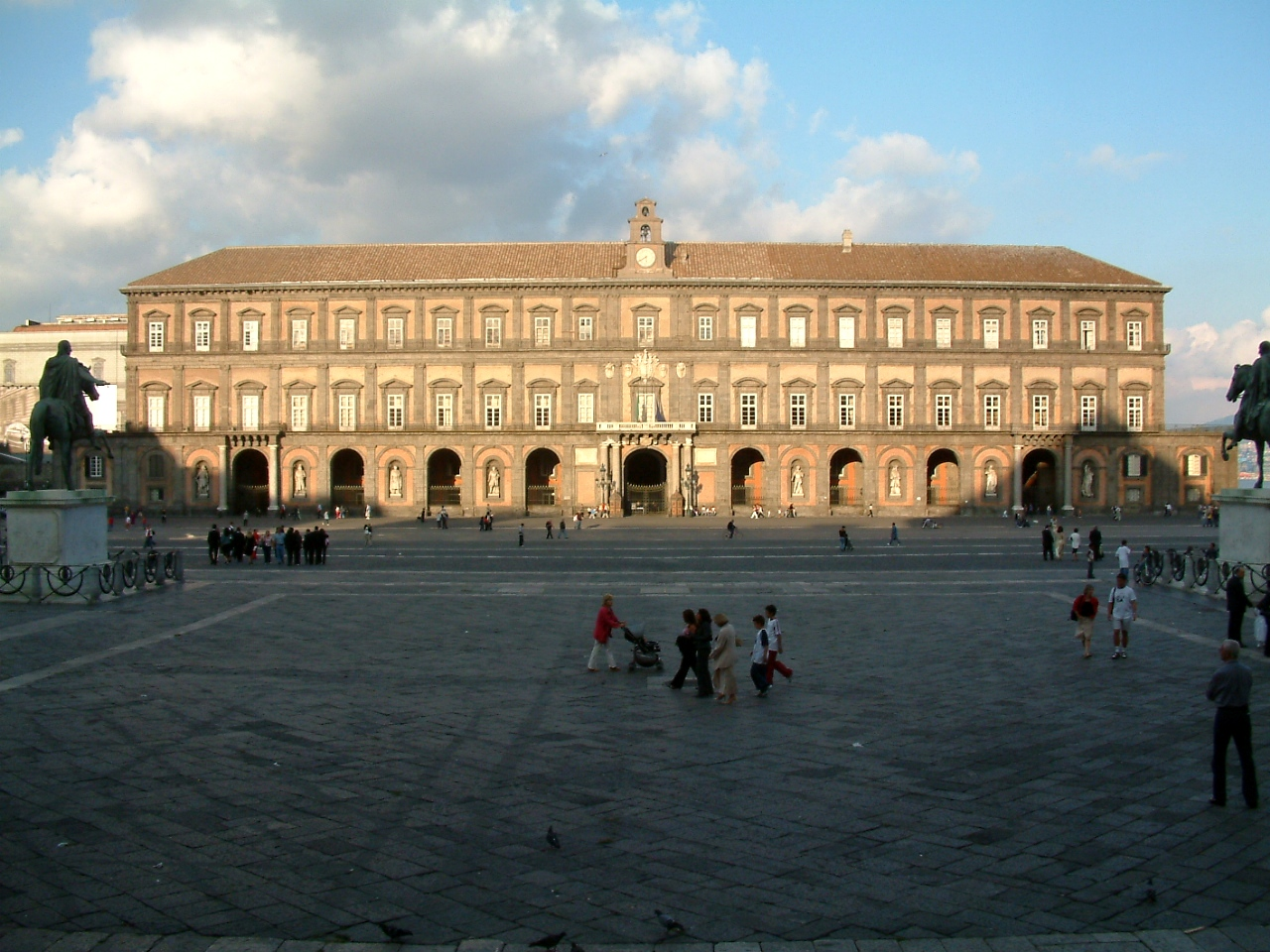
プレビシート広場に面したファサード

パラッツォ・レアーレ・ディ・ナーポリ（Palazzo Reale di Napoli）は、ナポリにある、かつてナポリ王位や両シチリア王位についていたブルボン家の王宮。他に同国の王宮と呼ばれるものは、カゼルタ宮殿とカポディモンテ宮殿（現在はカポディモンテ博物館）、ポルティチ宮殿（現在はナポリ大学農学部校舎）である。
初期の王宮はスペイン王フェリペ3世の居城であったが、彼は一度もここを訪れなかった。宮殿の建築家にはドメニコ・フォンターナが選ばれた。建物は、16世紀初頭からスペイン副王の古い住居があった場所に建てられた。18世紀に入ると、宮廷は内陸にあって海からの攻撃が及ばないカゼルタ宮殿に移った。
南イタリアを支配したスペインは王宮などの立派な建物を整備しナポリは威容を誇るようになったが、南イタリア統治そのものには無関心であったため、南イタリアの治安は悪化し荒廃した。そのためナポリは「Un paradiso abitato da diavoli（悪魔にとりつかれた楽園、又は悪魔の住まう楽園）」と呼ばれた。
今日見られるのは17世紀に建築された宮殿であるが、多くの追加や変化がある。18世紀半ばのルイージ・ヴァンヴィテッリと、宮殿が火事で損傷した後に1838年にガエターノ・ジェノヴェーゼが加えた補修などである。加えて、第二次世界大戦中の爆撃で受けた損傷により改修されている。
建物の西ファサード（プレビシート広場に面す）は、12世紀にナポリ王国を建国した際からの代々の王の像が展示されている。ルッジェーロ2世、フェデリーコ2世（神聖ローマ皇帝フリードリヒ2世）、カルロ1世、アルフォンソ1世（アラゴン王アルフォンソ5世）、カルロ2世（神聖ローマ皇帝カール5世）、カルロ3世（スペイン王カルロス3世）、ジョアッキーノ1世（ジョアシャン・ミュラ）、初代イタリア王ヴィットーリオ・エマヌエーレ2世らの像である
現在の王宮と隣接した館は、サン・カルロ劇場、美術館、ナポリ国立図書館、ナポリ地方観光局を含む官公庁の庁舎として使用されている。

## ファサードの歴代の王の彫像

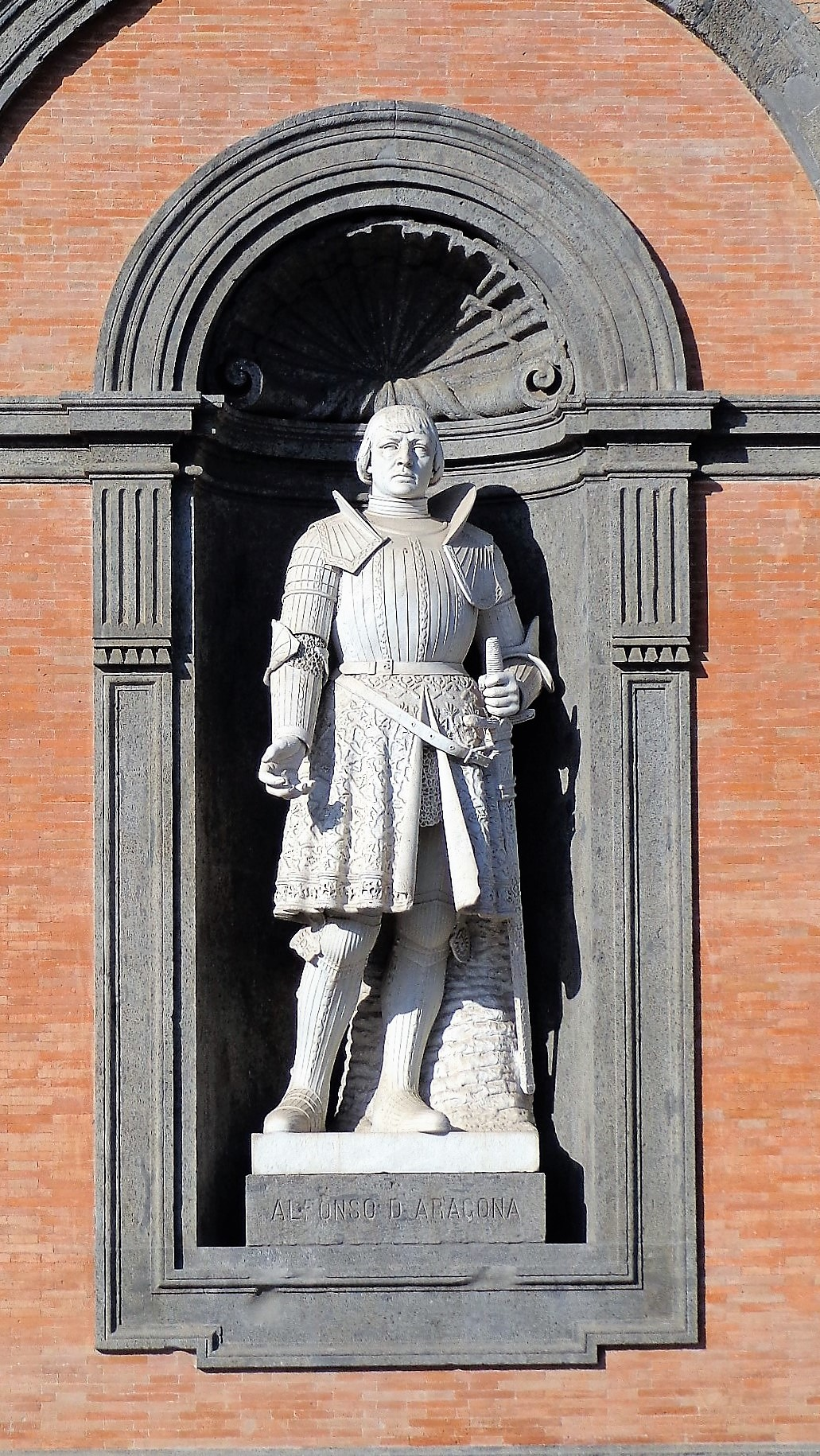
アルフォンソ5世 Achille D'Orsi 作
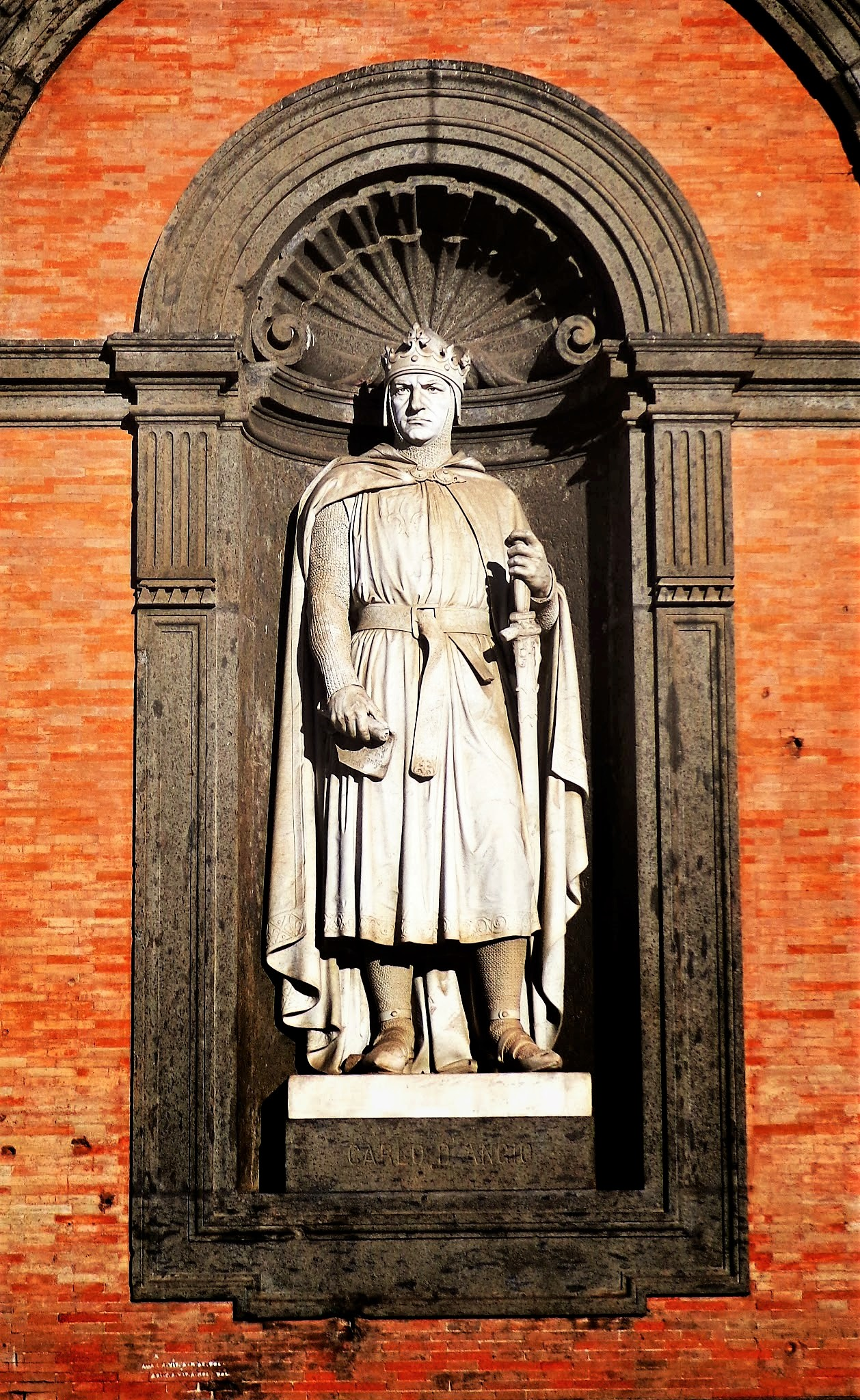
カルロ1世 Tommaso Solari 作
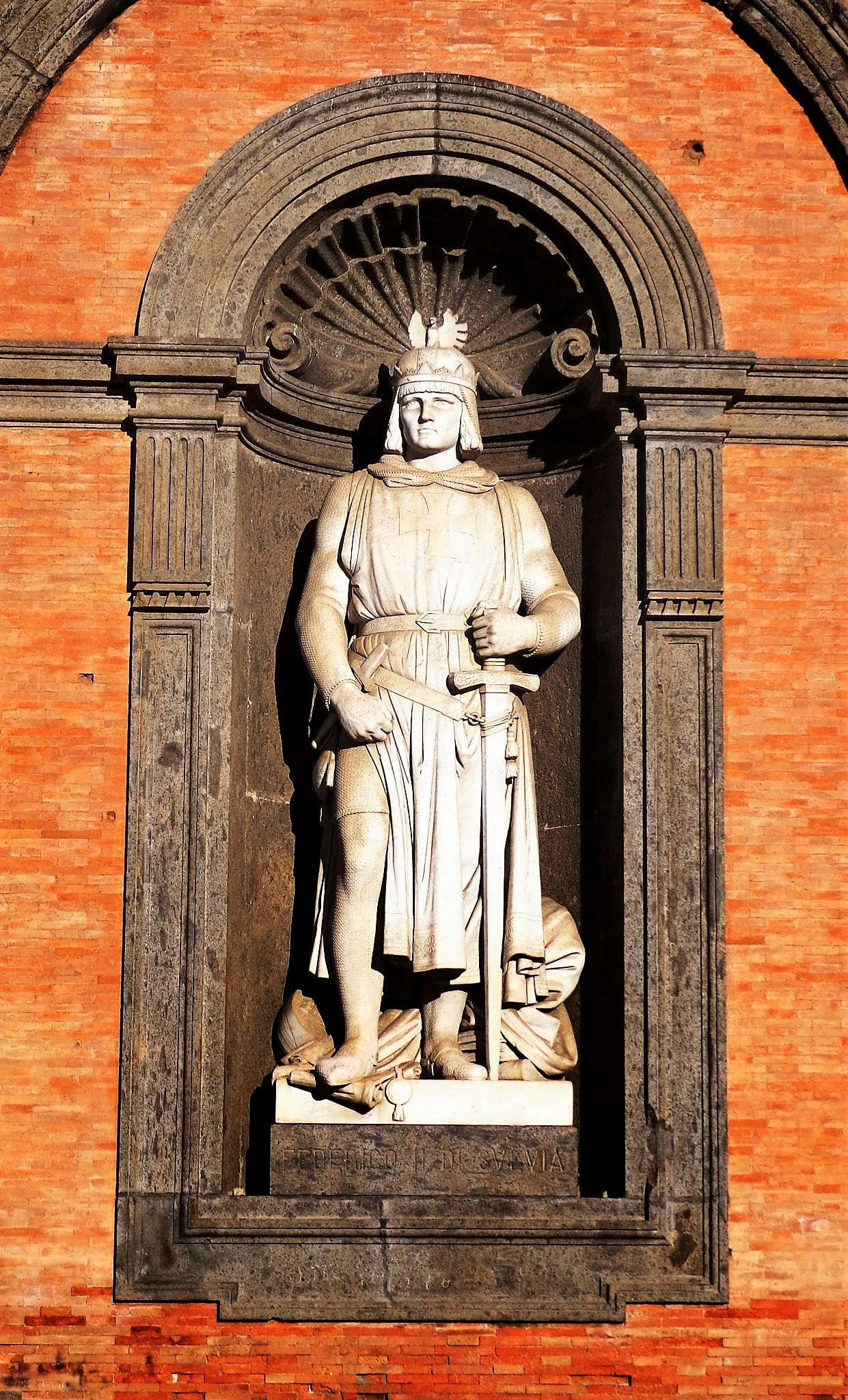
フェデリーコ2世 Emanuele Caggiano 作
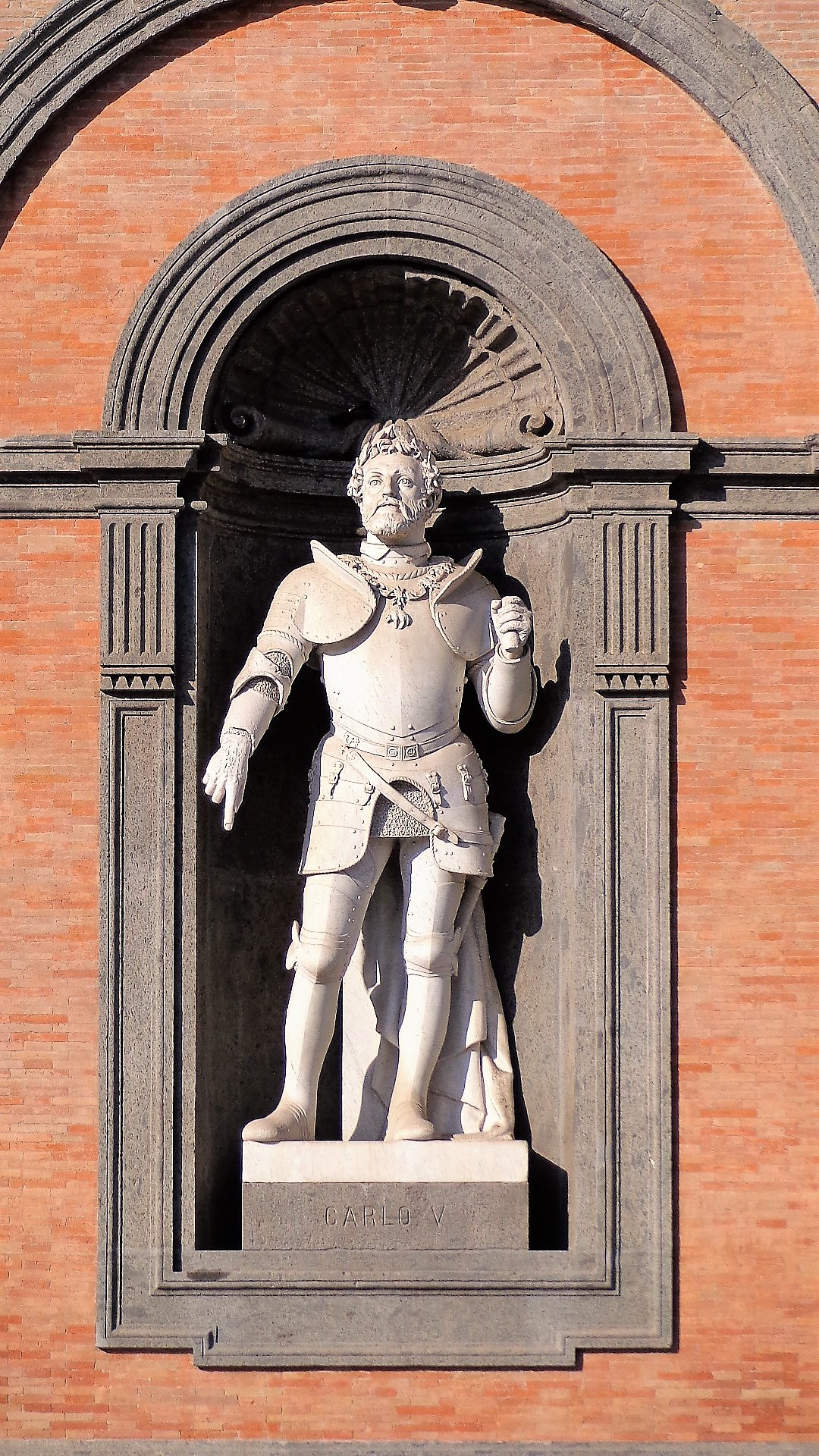
カルロ2世 ヴィンチェンツォ・ジェミート 作
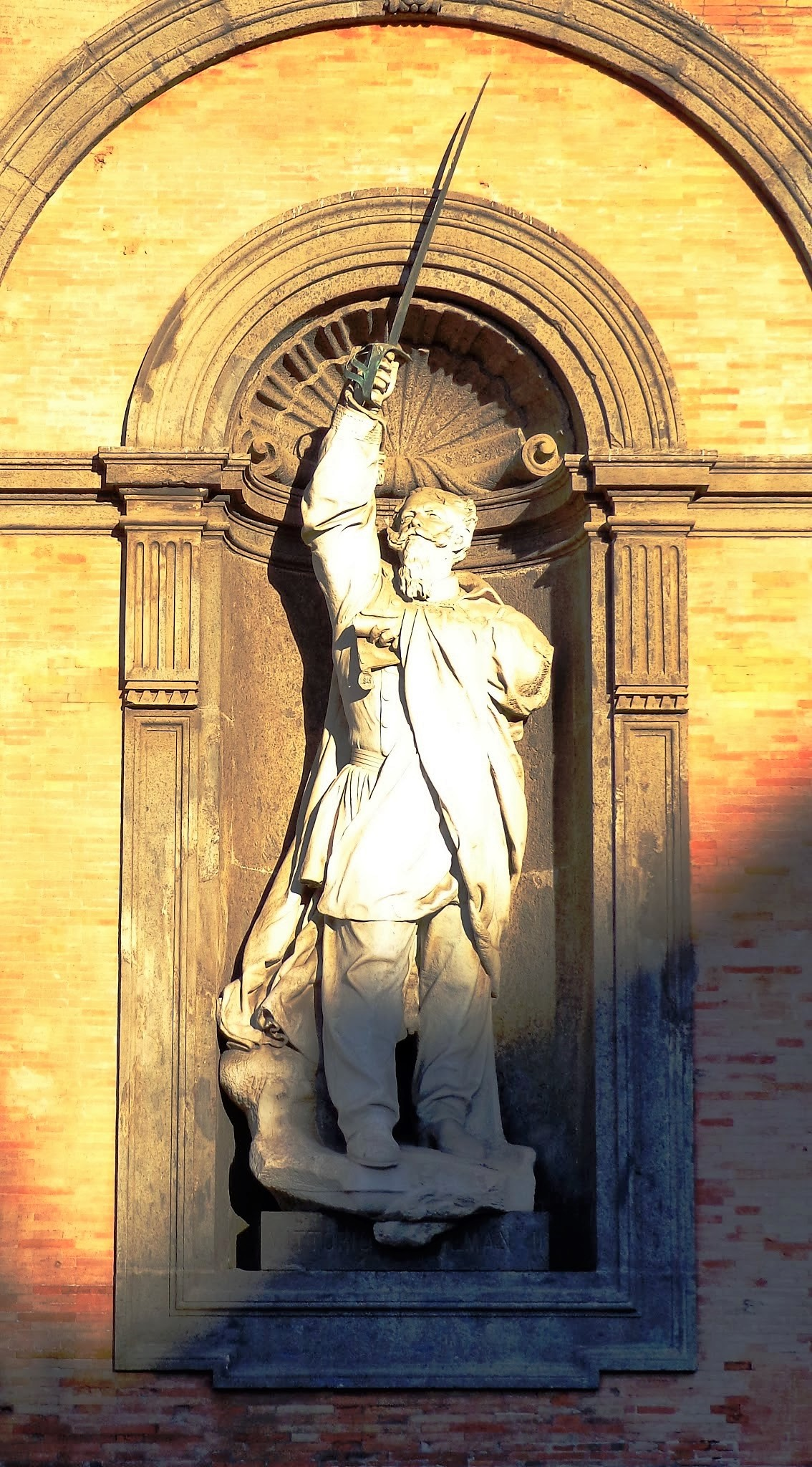
ヴィットーリオ・エマヌエーレ2世 Francesco Jerace 作